# Liste des joueurs du KFC Lommelse SK
Cette liste reprend les 189 joueurs de football qui ont évolué au KFC Lommelse SK depuis la fondation du club.
- Haut – A
- B
- C
- D
- E
- F
- G
- H
- I
- J
- K
- L
- M
- N
- O
- P
- Q
- R
- S
- T
- U
- V
- W
- X
- Y
- Z

## A
| Joueur            | Nationalité | Position  | Date de naissance | Période(s) | Matches (dont D1) | Buts | Jaunes | Rouges |
| ----------------- | ----------- | --------- | ----------------- | ---------- | ----------------- | ---- | ------ | ------ |
| Albert Aaftink    | Pays-Bas    | ?         | 11/05/1957        | 1982-1984  | 0 (0)             | 0    | 0      | 0      |
| Nacer Abdellah    | Maroc       | Défenseur | 3/03/1966         | 1987-1990  | 83 (0)            | 17   | 17     | 2      |
| Ismail Hakan Ayaz | Turquie     | ?         | 26/02/1979        | 1998-1999  | 5 (5)             | 0    | 1      | 0      |

## B
| Joueur              | Nationalité                      | Position          | Date de naissance | Période(s) | Matches (dont D1) | Buts | Jaunes | Rouges |
| ------------------- | -------------------------------- | ----------------- | ----------------- | ---------- | ----------------- | ---- | ------ | ------ |
| Zsolt Bárányos      | Hongrie                          | Milieu de terrain | 15/12/1975        | 1998-2002  | 84 (40)           | 25   | 7      | 1      |
| Bert Bauduin        | Belgique                         | Milieu de terrain | 18/05/1983        | 2002-2003  | 2 (2)             | 0    | 0      | 0      |
| Hakan Bayraktar     | Turquie                          | Milieu de terrain | 9/08/1976         | 1995-1998  | 29 (23)           | 0    | 1      | 3      |
| Walter Beenaerts    | Belgique                         | ?                 | 2/10/1963         | 1980-1987  | 0 (0)             | 0    | 0      | 0      |
| Eddy Bembuana-Keve  | Belgique                         | Attaquant         | 24/12/1972        | 1997-1999  | 37 (37)           | 7    | 1      | 0      |
| Chris Berghmans     | Belgique                         | ?                 | 11/04/1981        | 1999-2001  | 0 (0)             | 0    | 0      | 0      |
| Frank Berghuis      | Pays-Bas                         | Défenseur         | 2/05/1967         | 1993-1995  | 43 (43)           | 8    | 8      | 0      |
| Rudi Berx           | Belgique                         | Défenseur         | 31/07/1964        | 1984-1993  | 158 (28)          | 0    | 28     | 8      |
| Bart Bex            | Belgique                         | ?                 | 5/04/1985         | 2002-2003  | 0 (0)             | 0    | 0      | 0      |
| Luc Beyens          | Belgique                         | Défenseur         | 27/03/1959        | 1978-1979  | 0 (0)             | 0    | 0      | 0      |
| Ümit Bilican        | Belgique                         | Attaquant         | 29/03/1981        | 2000-2003  | 11 (10)           | 0    | 0      | 0      |
| Nenad Bjeković      | Serbie                           | Attaquant         | 17/02/1974        | 2001-2003  | 17 (17)           | 0    | 3      | 0      |
| Marino Blancke      | Belgique                         | Milieu de terrain | 14/09/1970        | 1994-1995  | 3 (3)             | 0    | 2      | 0      |
| Marnik Bogaerts     | Belgique                         | Milieu de terrain | 15/04/1967        | 1988-1991  | 86 (0)            | 17   | 4      | 0      |
| Harry Bogers        | Belgique                         | ?                 | 6/02/1966         | 1987-1989  | 13 (0)            | 0    | 0      | 0      |
| Dries Bongaerts     | Belgique                         | Attaquant         | 19/03/1985        | 2002-2003  | 1 (1)             | 0    | 0      | 0      |
| Jan Boonen          | Belgique                         | ?                 | 20/08/1981        | 2000-2001  | 0 (0)             | 0    | 0      | 0      |
| Patrick Boonen      | Belgique                         | ?                 | 2/01/1961         | 1980-1983  | 0 (0)             | 0    | 0      | 0      |
| Didier Boulet       | Belgique                         | Attaquant         | 18/11/1968        | 1991-1992  | 7 (0)             | 1    | 0      | 0      |
| David Brocken       | Belgique                         | Défenseur         | 18/02/1971        | 2002-2003  | 21 (21)           | 0    | 4      | 0      |
| Koen Brouwers       | Belgique                         | Gardien de but    | 3/01/1983         | 2001-2002  | 0 (0)             | 0    | 0      | 0      |
| John Buana N'Galula | République démocratique du Congo | Défenseur         | 23/06/1968        | 1992-1995  | 49 (48)           | 4    | 9      | 1      |

## C
| Joueur                  | Nationalité        | Position          | Date de naissance | Période(s) | Matches (dont D1) | Buts | Jaunes | Rouges |
| ----------------------- | ------------------ | ----------------- | ----------------- | ---------- | ----------------- | ---- | ------ | ------ |
| Gert Cannaerts          | Belgique           | Attaquant         | 5/07/1963         | 1987-1999  | 319 (186)         | 65   | 57     | 5      |
| Joris Caubergs          | Belgique           | Attaquant         | 16/07/1984        | 2002-2003  | 1 (1)             | 0    | 0      | 0      |
| Frans Cochet            | Belgique           | ?                 | 2/12/1956         | 1980-1984  | 0 (0)             | 0    | 0      | 0      |
| Willy Cochet            | Belgique           | ?                 | ?                 | 1978-1979  | 0 (0)             | 0    | 0      | 0      |
| Kristof Coomans         | Belgique           | Défenseur         | 23/02/1979        | 1995-1999  | 2 (2)             | 0    | 0      | 0      |
| Frits Copal             | Pays-Bas           | Défenseur         | 25/04/1968        | 1988-1989  | 4 (0)             | 0    | 0      | 0      |
| Patrik Coudijzer        | Belgique           | ?                 | 18/10/1966        | 1983-1985  | 0 (0)             | 0    | 0      | 0      |
| Stijn Cox               | Belgique           | ?                 | 29/08/1979        | 1998-2000  | 0 (0)             | 0    | 0      | 0      |
| Jonathan Cseh-Szombathy | Belgique           | ?                 | 3/11/1968         | 1988-1990  | 27 (0)            | 1    | 1      | 0      |
| Richard Culek           | République tchèque | Milieu de terrain | 1/04/1974         | 2000-2003  | 90 (52)           | 19   | 8      | 3      |

## D
| Joueur             | Nationalité | Position          | Date de naissance | Période(s)           | Matches (dont D1) | Buts | Jaunes | Rouges |
| ------------------ | ----------- | ----------------- | ----------------- | -------------------- | ----------------- | ---- | ------ | ------ |
| Dirk Daelmans      | Belgique    | Milieu de terrain | 6/10/1968         | 2000-2003            | 12 (0)            | 1    | 0      | 0      |
| Gert Davidts       | Belgique    | Gardien de but    | 30/05/1972        | 1997-1998; 1999-2003 | 72 (28)           | 0    | 2      | 1      |
| Dimitri De Condé   | Belgique    | Milieu de terrain | 7/01/1975         | 1993-1995, 2002-2003 | 67 (61)           | 4    | 8      | 0      |
| Dieter Dekelver    | Belgique    | Attaquant         | 17/08/1979        | 1997-2003            | 123 (92)          | 34   | 17     | 0      |
| Christophe Delande | Belgique    | Milieu de terrain | 10/05/1982        | 2000-2001            | 1 (0)             | 0    | 0      | 0      |
| Igor Djokic        | Serbie      | Milieu de terrain | 7/03/1979         | 2001-2003            | 24 (24)           | 2    | 0      | 0      |
| Eddy Dries         | Belgique    | Défenseur         | 29/12/1964        | 1989-1991            | 44 (0)            | 4    | 8      | 1      |
| Benny Driesmans    | Belgique    | Défenseur         | 27/10/1960        | 1990-1993            | 51 (10)           | 2    | 3      | 0      |

## E
| Joueur       | Nationalité | Position  | Date de naissance | Période(s) | Matches (dont D1) | Buts | Jaunes | Rouges |
| ------------ | ----------- | --------- | ----------------- | ---------- | ----------------- | ---- | ------ | ------ |
| Eric Ekounga | Cameroun    | Attaquant | 24/02/1981        | 2002-2003  | 0 (0)             | 0    | 0      | 0      |
| Roel Elsen   | Belgique    | Défenseur | 7/05/1979         | 1996-1998  | 10 (10)           | 0    | 0      | 0      |
| Robert Eshun | Ghana       | Attaquant | 19/12/1974        | 1997-1999  | 60 (60)           | 13   | 4      | 0      |

## F
| Joueur               | Nationalité | Position          | Date de naissance | Période(s) | Matches (dont D1) | Buts | Jaunes | Rouges |
| -------------------- | ----------- | ----------------- | ----------------- | ---------- | ----------------- | ---- | ------ | ------ |
| Khalilou Fadiga      | Sénégal     | Milieu de terrain | 30/12/1974        | 1995-1997  | 49 (49)           | 2    | 14     | 4      |
| Predrag Filipović    | Serbie      | Défenseur         | 12/01/1975        | 2001-2002  | 28 (28)           | 0    | 3      | 0      |
| Kristján Finnbogason | Islande     | Gardien de but    | 8/05/1971         | 1999-2000  | 1 (1)             | 0    | 0      | 0      |
| Mark Ford            | Angleterre  | Milieu de terrain | 10/10/1975        | 1999-2000  | 16 (16)           | 0    | 6      | 1      |

## G
| Joueur           | Nationalité | Position          | Date de naissance | Période(s) | Matches (dont D1) | Buts | Jaunes | Rouges |
| ---------------- | ----------- | ----------------- | ----------------- | ---------- | ----------------- | ---- | ------ | ------ |
| Silvio Garcia    | Belgique    | Attaquant         | 21/06/1980        | 1997-2000  | 10 (10)           | 0    | 0      | 0      |
| Paul Geuens      | Belgique    | Milieu de terrain | 24/07/1981        | 1999-2000  | 0 (0)             | 0    | 0      | 0      |
| Pierre Geys      | Belgique    | Milieu de terrain | 29/04/1948        | 1981-1982  | 0 (0)             | 0    | 0      | 0      |
| Mark Gielis      | Belgique    | Défenseur         | 21/10/1962        | 1988-1993  | 117 (6)           | 7    | 16     | 1      |
| Wim Gielis       | Belgique    | Milieu de terrain | 28/10/1968        | 1990-1993  | 20 (3)            | 0    | 0      | 0      |
| Bart Gijbels     | Belgique    | Attaquant         | 10/02/1972        | 1990-1995  | 20 (1)            | 2    | 0      | 0      |
| Robert Gijbels   | Belgique    | Défenseur         | 19/02/1962        | 1993-1994  | 33 (33)           | 0    | 5      | 0      |
| André Gilisen    | Belgique    | ?                 | 5/07/1965         | 1990-1991  | 9 (0)             | 0    | 0      | 0      |
| Louis Gomis      | Sénégal     | Attaquant         | 3/12/1974         | 1999-2000  | 20 (20)           | 2    | 1      | 0      |
| Rudi Goossens    | Belgique    | ?                 | ?                 | 1982-1983  | 0 (0)             | 0    | 0      | 0      |
| Patrick Goots    | Belgique    | Attaquant         | 10/04/1966        | 1986-1988  | 59 (0)            | 35   | 1      | 0      |
| Willy Görter     | Pays-Bas    | Milieu de terrain | 6/07/1963         | 1993-1994  | 14 (14)           | 0    | 2      | 0      |
| Anto Grabo       | Yougoslavie | Milieu de terrain | 7/12/1960         | 1989-1992  | 19 (0)            | 2    | 0      | 0      |
| Kim Tyrone Grant | Ghana       | Attaquant         | 25/09/1972        | 1999-2000  | 20 (20)           | 3    | 5      | 0      |

## H
| Joueur            | Nationalité | Position          | Date de naissance | Période(s) | Matches (dont D1) | Buts | Jaunes | Rouges |
| ----------------- | ----------- | ----------------- | ----------------- | ---------- | ----------------- | ---- | ------ | ------ |
| Alfons Haagdoren  | Belgique    | Milieu de terrain | 1/06/1943         | 1980-1981  | 0 (0)             | 0    | 0      | 0      |
| Philip Haagdoren  | Belgique    | Milieu de terrain | 25/06/1970        | 1987-1993  | 138 (33)          | 28   | 9      | 1      |
| Stijn Haeldermans | Belgique    | Milieu de terrain | 22/04/1975        | 1999-2003  | 43 (43)           | 4    | 6      | 0      |
| Roger Hannes      | Belgique    | ?                 | 15/08/1967        | 1985-1988  | 7 (0)             | 1    | 0      | 0      |
| Gène Hanssen      | Pays-Bas    | Milieu de terrain | 19/01/1959        | 1994-1996  | 53 (53)           | 0    | 11     | 1      |
| Nico Hanssen      | Pays-Bas    | Gardien de but    | 14/01/1960        | 1989-1993  | 94 (17)           | 0    | 2      | 4      |
| Marc Hendrikx     | Belgique    | Milieu de terrain | 2/07/1974         | 1992-1997  | 113 (113)         | 11   | 4      | 0      |
| Carl Hoefkens     | Belgique    | Défenseur         | 6/10/1978         | 2001-2003  | 55 (55)           | 3    | 13     | 0      |
| Willy Hollanders  | Belgique    | ?                 | 4/07/1956         | 1980-1990  | 32 (0)            | 16   | 2      | 0      |

## I
| Joueur             | Nationalité | Position | Date de naissance | Période(s) | Matches (dont D1) | Buts | Jaunes | Rouges |
| ------------------ | ----------- | -------- | ----------------- | ---------- | ----------------- | ---- | ------ | ------ |
| Bonide Isungampale | Belgique    | ?        | 4/04/1968         | 1989-1994  | 17 (4)            | 2    | 0      | 0      |

## J
| Joueur         | Nationalité | Position  | Date de naissance | Période(s) | Matches (dont D1) | Buts | Jaunes | Rouges |
| -------------- | ----------- | --------- | ----------------- | ---------- | ----------------- | ---- | ------ | ------ |
| Bart Jacobs    | Belgique    | Attaquant | 4/01/1981         | 2002-2003  | 4 (4)             | 0    | 0      | 0      |
| Jochen Janssen | Belgique    | Attaquant | 22/01/1976        | 1995-1997  | 57 (57)           | 6    | 0      | 0      |
| Karel Janssen  | Belgique    | ?         | 22/05/1960        | 1983-1986  | 0 (0)             | 0    | 5      | 0      |
| Jozef Janssens | Belgique    | ?         | 7/08/1948         | 1978-1981  | 0 (0)             | 0    | 0      | 0      |
| Frans Joosten  | Belgique    | ?         | ?                 | 1980-1981  | 0 (0)             | 0    | 0      | 0      |
| Ludo Joosten   | Belgique    | ?         | 16/02/1958        | 1984-1987  | 0 (0)             | 0    | 0      | 0      |

## K
| Joueur         | Nationalité | Position          | Date de naissance | Période(s) | Matches (dont D1) | Buts | Jaunes | Rouges |
| -------------- | ----------- | ----------------- | ----------------- | ---------- | ----------------- | ---- | ------ | ------ |
| René Klomp     | Pays-Bas    | Milieu de terrain | 16/08/1974        | 1996-1998  | 63 (55)           | 7    | 5      | 0      |
| Marcel Knevels | Belgique    | ?                 | 24/09/1957        | 1988-1990  | 26 (0)            | 0    | 6      | 0      |

## L
| Joueur          | Nationalité | Position          | Date de naissance | Période(s) | Matches (dont D1) | Buts | Jaunes | Rouges |
| --------------- | ----------- | ----------------- | ----------------- | ---------- | ----------------- | ---- | ------ | ------ |
| Frank Leen      | Belgique    | Milieu de terrain | 4/10/1970         | 1987-1988  | 15 (0)            | 0    | 0      | 0      |
| Raoul Lemmens   | Belgique    | ?                 | 8/06/1983         | 2002-2003  | 1 (1)             | 0    | 0      | 0      |
| Frans Leppens   | Belgique    | ?                 | 31/05/1956        | 1980-1986  | 0 (0)             | 0    | 0      | 0      |
| Joris Linsen    | Belgique    | ?                 | 21/11/1984        | 2002-2003  | 0 (0)             | 0    | 0      | 0      |
| Kevin Loos      | Belgique    | ?                 | 20/01/1982        | 2001-2002  | 1 (1)             | 0    | 0      | 0      |
| Benny Lunenburg | Belgique    | Défenseur         | 20/01/1975        | 1996-1998  | 13 (13)           | 0    | 2      | 0      |
| Peter Luykx     | Belgique    | ?                 | 13/11/1965        | 1986-1990  | 5 (0)             | 0    | 0      | 1      |
| Harm Luyten     | Belgique    | Défenseur         | 26/01/1984        | 2001-2003  | 1 (1)             | 0    | 0      | 0      |

## M
| Joueur              | Nationalité                      | Position          | Date de naissance | Période(s) | Matches (dont D1) | Buts | Jaunes | Rouges |
| ------------------- | -------------------------------- | ----------------- | ----------------- | ---------- | ----------------- | ---- | ------ | ------ |
| Frank Machiels      | Belgique                         | Défenseur         | 16/06/1970        | 1991-1998  | 156 (136)         | 5    | 26     | 1      |
| Ben Maes            | Belgique                         | ?                 | 20/06/1985        | 2002-2003  | 0 (0)             | 0    | 0      | 0      |
| Peter Maes          | Belgique                         | Gardien de but    | 1/06/1964         | 1982-1989  | 60 (0)            | 0    | 3      | 0      |
| Gouram Makaev       | Kazakhstan                       | Attaquant         | 18/02/1970        | 1995-1996  | 7 (7)             | 0    | 1      | 0      |
| Stijn Mallants      | Belgique                         | Milieu de terrain | 4/04/1984         | 2002-2003  | 1 (1)             | 0    | 0      | 0      |
| Luc Mannaerts       | Belgique                         | ?                 | 9/01/1956         | 1978-1981  | 0 (0)             | 0    | 0      | 0      |
| Robert Marcelissen  | Belgique                         | ?                 | 21/11/1961        | 1982-1983  | 0 (0)             | 7    | 0      | 0      |
| Krešimir Marušić    | Australie                        | Milieu de terrain | 23/11/1969        | 1999-2000  | 14 (14)           | 0    | 1      | 1      |
| Jacky Mathijssen    | Belgique                         | Gardien de but    | 20/07/1963        | 1993-2000  | 162 (162)         | 0    | 6      | 1      |
| Wim Mennes          | Belgique                         | Milieu de terrain | 25/01/1977        | 1995-2002  | 99 (74)           | 11   | 15     | 2      |
| Dirk Mertens        | Belgique                         | ?                 | 22/10/1957        | 1980-1988  | 3 (0)             | 2    | 2      | 0      |
| Geert Mertens       | Belgique                         | ?                 | 21/02/1961        | 1980-1988  | 27 (0)            | 3    | 8      | 0      |
| Jonas Michels       | Belgique                         | ?                 | 14/12/1984        | 2002-2003  | 1 (1)             | 0    | 0      | 0      |
| Albert Millen       | Belgique                         | ?                 | 4/09/1948         | 1980-1984  | 0 (0)             | 0    | 0      | 0      |
| Bernard Morreel     | Belgique                         | Défenseur         | 3/11/1980         | 2002-2003  | 16 (16)           | 0    | 2      | 0      |
| Jean-Claude Mukanya | République démocratique du Congo | Défenseur         | 1/05/1968         | 1989-1996  | 178 (100)         | 31   | 45     | 1      |

## N
| Joueur                     | Nationalité                      | Position          | Date de naissance | Période(s) | Matches (dont D1) | Buts | Jaunes | Rouges |
| -------------------------- | -------------------------------- | ----------------- | ----------------- | ---------- | ----------------- | ---- | ------ | ------ |
| Daniël Nassen              | Belgique                         | Défenseur         | 24/11/1966        | 1997-2002  | 141 (90)          | 2    | 18     | 3      |
| Kimonekene Petrus Nganzadi | République démocratique du Congo | Attaquant         | 27/08/1968        | 1989-1995  | 66 (16)           | 11   | 3      | 0      |
| Harry Nijs                 | Belgique                         | ?                 | 8/07/1954         | 1980-1985  | 0 (0)             | 0    | 0      | 0      |
| Vieira Nivaldo Lima        | Brésil                           | Milieu de terrain | 8/11/1977         | 1998-2000  | 21 (21)           | 0    | 3      | 0      |
| Michel Noben               | Belgique                         | Défenseur         | 4/05/1970         | 1996-2003  | 156 (112)         | 5    | 39     | 4      |
| Rob Nuyts                  | Belgique                         | Milieu de terrain | 26/10/1977        | 1997-1999  | 7 (7)             | 1    | 1      | 0      |
| Marc Nygaard               | Danemark                         | Attaquant         | 1/09/1976         | 2002-2003  | 4 (4)             | 1    | 0      | 0      |
| Patrick Nys                | Belgique                         | Gardien de but    | 25/01/1969        | 1997-1999  | 62 (62)           | 0    | 0      | 0      |

## P
| Joueur           | Nationalité | Position          | Date de naissance | Période(s) | Matches (dont D1) | Buts | Jaunes | Rouges |
| ---------------- | ----------- | ----------------- | ----------------- | ---------- | ----------------- | ---- | ------ | ------ |
| Louis Pauwels    | Belgique    | Attaquant         | 3/07/1920         | 1952-1954  | 0 (0)             | 0    | 0      | 0      |
| Theo Peeten      | Belgique    | ?                 | 22/07/1960        | 1980-1986  | 0 (0)             | 0    | 0      | 0      |
| Bart Peeters     | Belgique    | Gardien de but    | 4/03/1974         | 1993-1997  | 7 (7)             | 0    | 0      | 0      |
| Mathy Peeters    | Belgique    | ?                 | 10/04/1965        | 1988-1995  | 157 (76)          | 30   | 23     | 2      |
| Robin Peeters    | Belgique    | Milieu de terrain | 31/05/1985        | 2002-2003  | 1 (1)             | 0    | 0      | 0      |
| Patrik Pennemans | Belgique    | ?                 | 28/08/1957        | 1980-1983  | 0 (0)             | 0    | 0      | 0      |
| Eddy Perdieux    | Belgique    | ?                 | 23/10/1966        | 1986-1988  | 8 (0)             | 0    | 0      | 0      |
| Pierre Plessers  | Belgique    | Défenseur         | 6/10/1956         | 1988-1992  | 96 (0)            | 3    | 8      | 0      |
| Raf Plessers     | Belgique    | Défenseur         | 20/09/1981        | 1999-2000  | 0 (0)             | 0    | 0      | 0      |

## R
| Joueur         | Nationalité | Position       | Date de naissance | Période(s) | Matches (dont D1) | Buts | Jaunes | Rouges |
| -------------- | ----------- | -------------- | ----------------- | ---------- | ----------------- | ---- | ------ | ------ |
| Dirk Ramaekers | Belgique    | ?              | 6/09/1966         | 1991-1992  | 7 (0)             | 0    | 0      | 0      |
| Fabian Roosen  | Belgique    | Gardien de but | 9/05/1971         | 1988-1994  | 30 (17)           | 0    | 0      | 0      |

## S
| Joueur                | Nationalité  | Position          | Date de naissance | Période(s)           | Matches (dont D1) | Buts | Jaunes | Rouges |
| --------------------- | ------------ | ----------------- | ----------------- | -------------------- | ----------------- | ---- | ------ | ------ |
| Abderrazak Salmy      | Maroc        | Défenseur         | 4/11/1972         | 1997-1998            | 3 (3)             | 0    | 0      | 0      |
| Daniel Scavone        | Belgique     | Défenseur         | 3/09/1972         | 1992-1997, 1999-2003 | 204 (181)         | 9    | 40     | 4      |
| Twan Scheepers        | Pays-Bas     | Attaquant         | 8/11/1971         | 1999-2002            | 41 (17)           | 7    | 2      | 0      |
| Peter Schepens        | Belgique     | ?                 | 3/02/1972         | 1990-1991            | 1 (0)             | 0    | 0      | 0      |
| Dirk Schoofs          | Belgique     | Milieu de terrain | 7/11/1979         | 1999-2003            | 107 (76)          | 4    | 14     | 0      |
| Maarten Schops        | Belgique     | Milieu de terrain | 3/04/1976         | 1993-1996            | 34 (34)           | 0    | 4      | 3      |
| Jean-Pierre Schrooten | Belgique     | ?                 | 27/12/1958        | 1983-1986            | 0 (0)             | 25   | 1      | 0      |
| Didier Segers         | Belgique     | Défenseur         | 21/02/1965        | 1997-2003            | 150 (97)          | 4    | 21     | 4      |
| Mohammed Sillah       | Sierra Leone | Attaquant         | 1/09/1975         | 1994-1996            | 7 (7)             | 0    | 1      | 0      |
| Timmy Simons          | Belgique     | Milieu de terrain | 11/12/1976        | 1998-2000            | 64 (64)           | 5    | 6      | 2      |
| Lambert Steensels     | Belgique     | ?                 | ?                 | 1980-1981            | 0 (0)             | 0    | 0      | 0      |
| Dariusz Szubert       | Pologne      | Milieu de terrain | 31/10/1970        | 1997-1999            | 38 (38)           | 3    | 10     | 0      |

## T
| Joueur           | Nationalité | Position  | Date de naissance | Période(s) | Matches (dont D1) | Buts | Jaunes | Rouges |
| ---------------- | ----------- | --------- | ----------------- | ---------- | ----------------- | ---- | ------ | ------ |
| Ibrahim Tankary  | Niger       | Attaquant | 24/03/1972        | 2000-2003  | 83 (49)           | 35   | 4      | 1      |
| Tuncay Temur     | Turquie     | ?         | 29/01/1984        | 2002-2003  | 1 (1)             | 0    | 0      | 0      |
| Jan Thomas       | Belgique    | ?         | ?                 | 1978-1980  | 0 (0)             | 0    | 0      | 0      |
| Rudi Tielemans   | Belgique    | ?         | 7/01/1965         | 1982-1983  | 0 (0)             | 0    | 0      | 0      |
| Senad Tiganj     | Slovénie    | Attaquant | 28/08/1975        | 1998-1999  | 4 (4)             | 0    | 1      | 0      |
| Patrick Tournier | Belgique    | ?         | 5/12/1966         | 1985-1993  | 13 (3)            | 0    | 0      | 0      |
| Frank Truyen     | Belgique    | ?         | 3/06/1963         | 1983-1990  | 62 (0)            | 1    | 1      | 1      |

## V
| Joueur                  | Nationalité        | Position          | Date de naissance | Période(s)           | Matches (dont D1) | Buts | Jaunes | Rouges |
| ----------------------- | ------------------ | ----------------- | ----------------- | -------------------- | ----------------- | ---- | ------ | ------ |
| Johan Vaes              | Belgique           | ?                 | 2/07/1956         | 1983-1984            | 0 (0)             | 0    | 0      | 0      |
| Vít Valenta             | République tchèque | Milieu de terrain | 4/01/1983         | 2001-2003            | 27 (27)           | 6    | 4      | 0      |
| Frank Valkenborch       | Belgique           | ?                 | 22/05/1961        | 1981-1983            | 0 (0)             | 42   | 0      | 0      |
| Alain Van Baekel        | Belgique           | Milieu de terrain | 20/06/1961        | 1994-1995            | 23 (23)           | 0    | 2      | 0      |
| Wim Van Diest           | Belgique           | Défenseur         | 2/03/1977         | 1998-2003            | 112 (85)          | 6    | 5      | 0      |
| Ronny Van Geneugden     | Belgique           | Milieu de terrain | 17/08/1968        | 1992-1997            | 158 (158)         | 50   | 8      | 1      |
| Bjorn Van Gils          | Belgique           | ?                 | 21/01/1979        | 1997-1998            | 0 (0)             | 0    | 0      | 0      |
| Rik Van Ham             | Belgique           | ?                 | 6/10/1985         | 2002-2003            | 1 (1)             | 0    | 0      | 0      |
| Eric Van Kessel         | Pays-Bas           | Défenseur         | 28/02/1966        | 1996-2000            | 110 (92)          | 2    | 15     | 2      |
| John Van Kilsdonk       | Belgique           | ?                 | 4/01/1964         | 1985-1989            | 36 (0)            | 0    | 6      | 0      |
| Dominique Van Maele     | Belgique           | Défenseur         | 15/09/1970        | 1998-1999            | 5 (5)             | 0    | 1      | 0      |
| Eric Van Mierlo         | Belgique           | ?                 | 15/10/1964        | 1989-1990            | 1 (0)             | 0    | 0      | 0      |
| Tom Van Mol             | Belgique           | Milieu de terrain | 12/10/1972        | 1995-1997            | 66 (66)           | 5    | 5      | 1      |
| Henrik Van Ooijen       | Belgique           | ?                 | 23/08/1959        | 1986-1990            | 28 (0)            | 6    | 1      | 0      |
| Henny Van Oyen          | Belgique           | ?                 | ?                 | 1985-1986            | 0 (0)             | 0    | 0      | 0      |
| Tom Van Ruysseveldt     | Belgique           | Attaquant         | 5/08/1982         | 1999-2002            | 11 (5)            | 0    | 0      | 0      |
| Harm van Veldhoven      | Belgique           | Milieu de terrain | 28/09/1962        | 1980-1985, 1992-1999 | 213 (213)         | 44   | 39     | 0      |
| Vital Vanaken           | Belgique           | Défenseur         | 9/03/1962         | 1986-1995            | 212 (67)          | 30   | 30     | 1      |
| Johnny Vanbroekhoven    | Belgique           | ?                 | 29/06/1975        | 1995-1997            | 7 (7)             | 0    | 1      | 0      |
| Charel Vandekerkhof     | Belgique           | ?                 | 23/01/1963        | 1980-1981            | 0 (0)             | 0    | 0      | 0      |
| Bart Vandenberk         | Belgique           | ?                 | 6/01/1967         | 1987-1988            | 0 (0)             | 0    | 0      | 0      |
| Gert Vandenberk         | Belgique           | ?                 | 4/04/1971         | 1989-1993            | 10 (8)            | 0    | 0      | 0      |
| Pierre Vandenberk       | Belgique           | ?                 | 11/04/1952        | 1978-1983            | 0 (0)             | 0    | 0      | 0      |
| Luc Vandenboer          | Belgique           | ?                 | 1/02/1965         | 1983-1986, 1987-1988 | 8 (0)             | 0    | 1      | 0      |
| Luc Vandenboer          | Belgique           | ?                 | 6/12/1961         | 1982-1988            | 26 (0)            | 0    | 4      | 0      |
| Patrick Vandenboer      | Belgique           | ?                 | 19/09/1964        | 1991-1992            | 1 (0)             | 0    | 0      | 0      |
| Franciscus Vanderheyden | Belgique           | ?                 | 9/12/1962         | 1985-1988            | 11 (0)            | 28   | 1      | 0      |
| Tom Vandervee           | Belgique           | Défenseur         | 19/09/1970        | 1988-1997            | 220 (141)         | 8    | 17     | 1      |
| Joan Vandewaerde        | Belgique           | ?                 | 26/05/1974        | 1997-1998            | 0 (0)             | 0    | 0      | 0      |
| Rony Vangompel          | Belgique           | Milieu de terrain | 9/07/1968         | 1991-1995            | 96 (69)           | 10   | 5      | 0      |
| Mathieu Vanhove         | Belgique           | Défenseur         | 17/05/1951        | 1984-1986            | 0 (0)             | 2    | 3      | 0      |
| Zoran Vasković          | Serbie             | Gardien de but    | 14/02/1979        | 2002-2003            | 1 (1)             | 0    | 0      | 0      |
| Stefaan Verdonck        | Belgique           | ?                 | 14/08/1971        | 1994-1996            | 0 (0)             | 0    | 0      | 0      |
| Piet Verschelde         | Belgique           | Attaquant         | 3/11/1964         | 1992-1993            | 11 (11)           | 0    | 1      | 0      |
| Michel Verwaest         | Belgique           | ?                 | 19/08/1971        | 1990-1993            | 1 (0)             | 0    | 0      | 0      |
| Kris Vincken            | Belgique           | Défenseur         | 4/11/1977         | 1997-2003            | 149 (97)          | 1    | 26     | 4      |
| Mark Volders            | Belgique           | Gardien de but    | 13/04/1977        | 2000-2003            | 45 (43)           | 0    | 1      | 0      |
| Tony Vreys              | Belgique           | ?                 | 2/11/1957         | 1980-1985            | 0 (0)             | 1    | 0      | 1      |
| Jochen Vrolix           | Belgique           | Attaquant         | 9/01/1985         | 2002-2003            | 1 (1)             | 0    | 0      | 0      |

## W
| Joueur            | Nationalité | Position  | Date de naissance | Période(s) | Matches (dont D1) | Buts | Jaunes | Rouges |
| ----------------- | ----------- | --------- | ----------------- | ---------- | ----------------- | ---- | ------ | ------ |
| Mirosław Waligóra | Pologne     | Attaquant | 4/02/1970         | 1994-2003  | 279 (245)         | 66   | 7      | 0      |
| Philip Weckx      | Belgique    | ?         | 27/12/1965        | 1984-1990  | 6 (0)             | 0    | 0      | 0      |
| Eddy Wouters      | Belgique    | ?         | 15/03/1955        | 1984-1985  | 0 (0)             | 1    | 0      | 0      |

## Z
| Joueur               | Nationalité        | Position          | Date de naissance | Période(s) | Matches (dont D1) | Buts | Jaunes | Rouges |
| -------------------- | ------------------ | ----------------- | ----------------- | ---------- | ----------------- | ---- | ------ | ------ |
| Stojance Zlatanovski | Yougoslavie        | Attaquant         | 29/11/1960        | 1988-1989  | 9 (0)             | 1    | 1      | 0      |
| Karim Zouaoui        | Maroc              | Milieu de terrain | 12/11/1971        | 1997-2001  | 126 (83)          | 11   | 6      | 2      |
| Marek Zúbek          | République tchèque | Milieu de terrain | 5/08/1975         | 2002-2003  | 5 (5)             | 0    | 1      | 0      |

### Sources
- (nl) « Liste des joueurs du club », sur Belgian Soccer Database